# Szabla wz. 1921

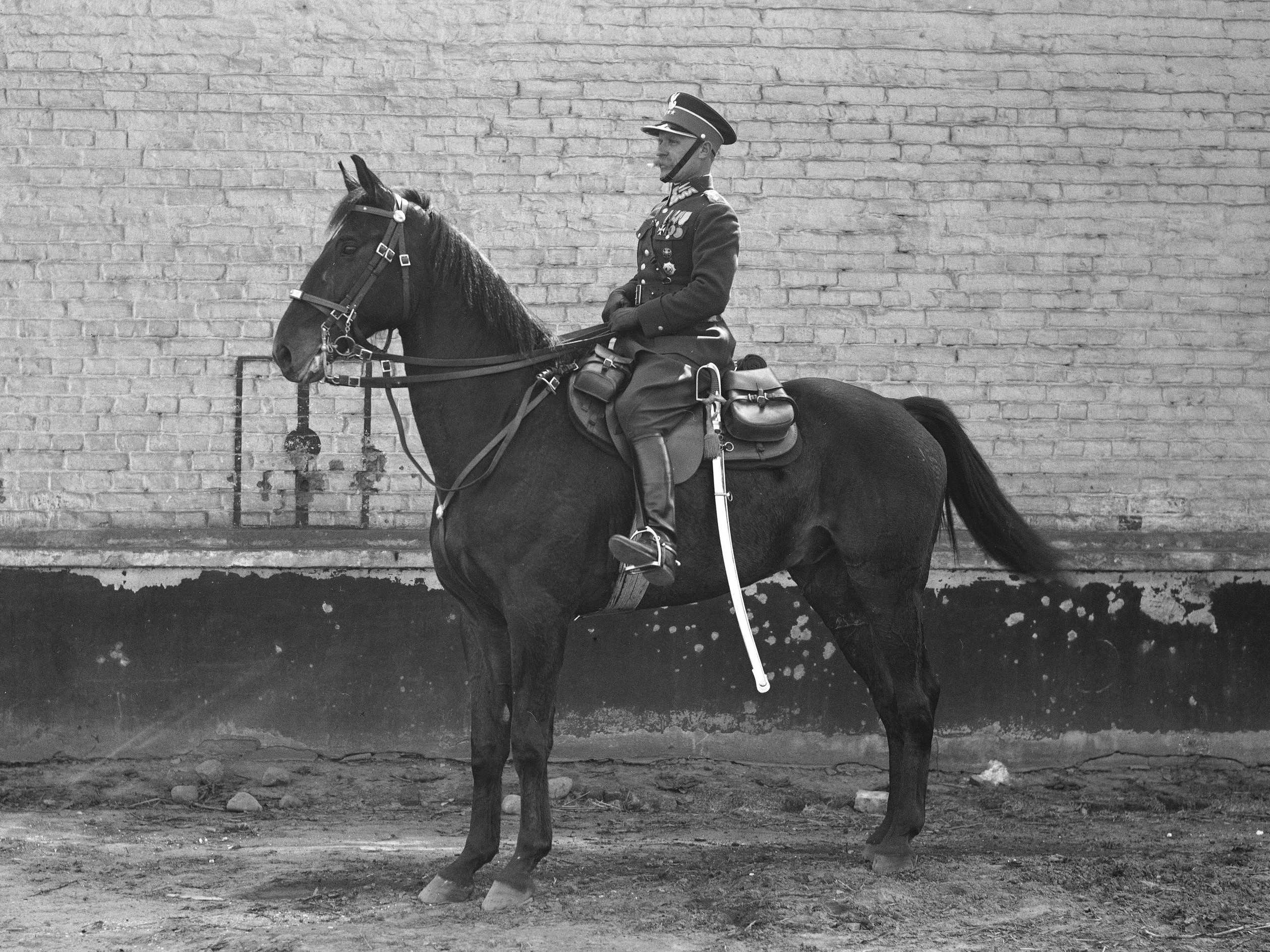
Oficer 1 pułku szwoleżerów na koniu z przytwierdzoną szablą

Szabla wz. 1921 – polska szabla używana w Wojsku Polskim II Rzeczypospolitej.
Szabla wz. 1921 zatwierdzona została rozkazem nr 280 ministra spraw wojskowych opublikowanym w Dzienniku Rozkazów nr 14 z 12 kwietnia 1921.
W Wojsku Polskim II RP szabla przysługiwała wszystkim żołnierzom pełniącym służbę konno oraz oficerom i podoficerom formacji pieszych od stopnia sierżanta (równorzędnego) wzwyż, z wyjątkiem oficerów, podoficerów zawodowych i podchorążych rezerwy artylerii motorowej, artylerii najcięższej, artylerii przeciwlotniczej, broni pancernej, lotnictwa i wojsk samochodowych, którzy ze względu na warunki służby jako broń boczną posiadali kordzik.

## Szabla oficerska
Określono następujący wzór szabli:

„Głownia lekka, długości 80 cm, szerokości u nasady 3,4 cm, z lekka stopniowo zwęża się do 2,5 cm, w odległości 5 cm do zaostrzonego końca, cokolwiek krzywa, o największym odchyleniu grzbietu od linii pionowej 3,1 cm, z obu stron głowni, bliżej ku grzbietowi w jednej bruździe szerokości 1,2 cm i długości 50 cm, poczynającej się w odległości 3,5 cm od nasady. Grubość grzbietu przy nasadzie 0,5 cm, ostrze przy końcu zachodzi na grzbiet pióra na 20 cm. Głownia nie powinna być niklowana. Rękojeść krzyżowo–kabłąkowa z kabłąkiem gładkim, cokolwiek rozszerzanym ku górze i łukowato zgiętym przy połączeniu z kapturkiem, tworzą natomiast kąt prosty z jelcem. Kapturek okrywa szczyt rękojeści i z przodu dochodzi do jelca. Oprawa rękojeści drewniana, w płytkie i drobne karbiki poprzecznie wyrobione. Uwaga: wysokość rękojeści wewnątrz szabli oficerskiej – 11 cm, szabli szeregowych – 12 cm. Jelec, kabłąk i kapturek w szablach oficerskich mosiężne, w szablach szeregowych – stalowe, oksydowane. Pochwa blaszana, przy oficerskich niklowana, przy szablach szeregowych polerowana z jednym pierścieniem i ogniwkiem. Dolny koniec pochwy opatrzony występującą piętką”.

## Szabla podoficerska
Szabla podoficerska przeznaczona dla wszystkich rodzajów broni posiadła mosiężną, niklowaną lub polerowaną, rękojeścią, z drewnianym trzonem długości 12 cm lakierowanym na czarno i wymodelowanym w poprzeczne karbowania; jelec długości 12,5 cm, a wąsy 7 cm. Głowica wykonana z polakierowanej stali miała długość 80 cm, szerokość 3,6 cm. Posiadała obosieczne pióro długości 26 cm. Pochwa wykonana była z niklowanej blachy i posiadała jeden pierścień, a na końcu ostrogę. Ciężar szabli z pochwą wynosił 1,5 kg a bez pochwy 0,9 kg.

## Szabla szeregowego kawalerii
Szabla szeregowego kawalerii posiadała polerowany drewniany trzon długości 11 cm, stalową oprawę rękojeści i jelec długości 12–13 cm. Pochwa nie była niklowana. Z powodu złej jakości, po 1930 szable te częściowo wycofano. Do 1939 stanowiły uzbrojenie indywidualne żołnierzy dywizjonów artylerii konnej, pułków artylerii lekkiej, szwadronów Korpusu Ochrony Pogranicza, taborów i „Krakusów” kawalerii dywizyjnej.

## Szabla oficerska wz. 1921/1922
Szabla oficerska dla wszystkich rodzajów broni wz. 1921/1922, wzorowana jest na szabli podoficerskiej wz. 1921 . Różniła się od pierwowzoru trzonem rękojeści. Był on powlekany czarną cielęcą skórą, a poprzeczne karbowania wypełnione były splecionym podwójnie mosiężnym drucikiem. Głownia szabli miała 80 cm długości, 3,6 cm szerokości, a obosieczne pióro miało długość 22 cm. Pochwa wykonana była z niklowanej blachy, posiadała dwa pierścienie nośne z ruchomymi koluszkami i ostrogę.